# 三菱Libero
三菱Libero（日语：三菱・リベロ）及三菱Libero Cargo（日语：三菱・リベロカーゴ）乃日本三菱汽車公司於1992年至2003年之間所推出的五人座緊湊型旅行車，臺灣中華汽車工業曾於1994年國產化，稱之為三菱伯樂。

## 概要
由於原廠嗅出當時市場上的旅行車型多功能休旅車熱潮，因而以三菱Lancer作為基礎衍生此一車種，將大車室空間及運動化設定作為銷售訴求。此外，該車款將當時相當罕見的後霧燈列為標準配備。關於車名「Libero」源自義大利語，表示「自由」之意。

## 歷史
1992年 - 5月正式問世，是為第一代三菱Lancer Wagon的後繼車種。底盤沿用Mirage／Lancer的四門轎車版，另有一款可登記為載貨用車的「三菱Libero Cargo」，從外觀上難以分辨兩者的差異。動力心臟為最大馬力120ps / 6,000rpm的1.8L直列四缸DOHC 4G93型引擎，同年7月追加2.0L直列四缸SOHC 4D68T型渦輪增壓柴油引擎，可輸出88ps / 4,500rpm的馬力，變速系統則搭配五速手排或四速自排。驅動方式除了前置前驅之外，也有使用黏性接合器的適時四驅。內裝方面和Lancer完全相同，但增加後座5/5分離前傾功能，椅背並具有5段角度調整功能。
1994年 - 1月新增1.8L直列四缸DOHC 4G93型渦輪增壓引擎搭配適時4WD的「GT」車型，馬力可達205ps。可是為了壓低成本，前輪懸吊系統採用麥花臣，後輪則是拖曳臂式五連桿的結構。
1995年 - 9月實行小改款，將前霧燈與前保桿一體化，新增配有高車頂及簡易型鍍鉻橫桿前保桿的「Monte」車型。「GT」車型使用和第一代三菱Lancer Evolution相同的進氣壩及前保桿，引擎經重新調校之後達到215ps / 6,000rpm的最大馬力、29.0kg·m / 3,000rpm的扭力峰值。
1996年 - 10月實施部分改良，將副手席安全氣囊和ABS防鎖死煞車系統列為全車系的標準配備，並新設搭載1.6L直列四缸SOHC 4G92型引擎的「V」車型、1.5L直列四缸SOHC 4G15型引擎的「MVV Wagon」入門廉價車型。
1997年 - 10月全車系將可束縛兒童安全座椅的後座安全帶列為標準配備，另追加以V車型為底附加新進氣壩與雙色車身塗裝的「Green Field」特仕車。
1999年 - 5月推出「V Limited」特仕車以V車型為基礎附加後座深色玻璃窗、免鑰匙感應門鎖系統（keyless entry system），可選擇1.6L前置前驅或者是1.8L適時4WD。由於市場反應頗佳，同年7月將該車型列入目錄常規販售。
2000年 - 隨著第二代三菱Lancer Cedia Wagon正式在11月面世，Libero正式停產。可是商用車Libero Cargo仍持續生產直到2003年3月為止，它是日本車壇最後一輛搭載化油器（電子控制單桶下吸式化油器）的車款。

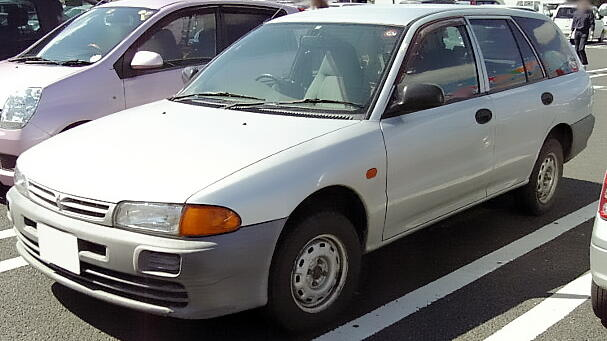
Libero Cargo

### 臺灣中華三菱伯樂
臺灣中華汽車工業繼第四代Lancer國產化之後，1994年也將Libero國產化，並取名為「三菱伯樂」。動力來自1.6L直列四缸SOHC 4G92型引擎，搭配五速手排或四速自排變速系統。雖然配備比較陽春，但彼時市場上幾乎沒有同級對手（僅有日產AD Resort)，受到許多自營商的青睞。此外，邀請到小提琴家林昭亮所拍攝的廣告也吸引許多目光。

## 外部連結
- （日語）名車文化研究所：三菱・リベロ （页面存档备份，存于）
- 小七車觀點：走過20餘載，Mitsubishi Lancer在台灣 （页面存档备份，存于）